# Vigna macrorhyncha
Vigna macrorhyncha là một loài thực vật có hoa trong họ Đậu. Loài này được (Harms) Milne-Redh. miêu tả khoa học đầu tiên.